# Ronde van Frankrijk 2023/Zevende etappe
De zevende etappe van de Ronde van Frankrijk 2023 was een vlakke rit met een lengte van 169,9 kilometer. De etappe werd verreden op 7 juli met de start in Mont-de-Marsan en de finish in Bordeaux.

## Parcours
Deze etappe was de vlakste etappe van de Ronde van Frankrijk 2023 met minder dan 1000 hoogtemeters onderweg. Na 88,0 kilometer fietsen lag de streep voor de tussensprint in Grignols en bij kilometer 131,0 lag de Côte de Béguey, een heuvel van vierde categorie op de route. Bordeaux leverde zeer veel sprintzeges op in het verleden, de laatste zege was van Mark Cavendish in 2010.

## Verloop
Op kilometer nul ontstond er een kopgroep van vier renners: de twee Fransen Simon Guglielmi en Mathieu Burgaudeau, de Noor Jonas Abrahamsen en de Portugees Nélson Oliveira. De ploegleiders van de laatste drie dwongen hen echter terug in het peloton zodat alleen Simon Guglielmi overbleef voor een behoorlijk lange solo, waarbij het gat naar het peloton net onder de zeven minuten bleef.
Bij de tussensprint in Grignols had Simon Guglielmi nog steeds een voorsprong van achtendertig seconden op het peloton, waarin de Eritrese renner Biniam Girmay de Belg Jasper Philipsen en de Fransman Bryan Coquard versloeg in de sprint. Na de tussensprint reden de twee Fransen Pierre Latour en Nans Peters weg uit het peloton en zij sloten aan bij Simon Guglielmi met nog vierenzeventig kilometer te gaan.
Op de top van de Côte de Béguey kwam Pierre Latour als eerste boven voor Nans Peters, Simon Guglielmi werd ingerekend door het peloton, dat negenenvijftig seconden achter de koplopers reed. Met nog twintig kilometer te gaan bleef het gat tussen de kopgroep en het peloton rond de één minuut, maar onder de vlag van tien kilometer was dit gereduceerd tot zevenentwintig seconden. Met nog zes kilometer te gaan werd Nans Peters bijgehaald en Pierre Latour werd 3.500 meter voor de eindstreep gegrepen. 
Een massasprint langs de kades van Bordeaux was dus onvermijdelijk. Jasper Philipsen zegevierde, voor de Brit Mark Cavendish (die op een 35e overwinning aaste) en Biniam Girmay. Het was voor de Belgische sprinter al de derde etappewinst in de Tour de France van 2023.
Jasper Philipsen verstevigde zijn positie in het puntenklassement met een ritzege. De Deen Jonas Vingegaard behield zijn gele trui, de Sloveen Tadej Pogačar behield zijn witte trui en de Amerikaan Neilson Powless behield zijn bolletjestrui. De Jumbo-Visma ploeg blijft bovenaan staan in het ploegenklassement. Simon Guglielmi won de prijs voor de strijdlust dankzij zijn lange solo-ontsnapping.

## Uitslag etappe
| Mont-de-Marsan – Bordeaux (169,9 km) |                    |                          |          |
| Plaats                               | Naam               | Ploeg                    | Tijd     |
| 1                                    | Jasper Philipsen   | Alpecin-Deceuninck       | 3u46'28" |
| 2                                    | Mark Cavendish     | Astana Qazaqstan         | z.t.     |
| 3                                    | Biniam Girmay      | Intermarché-Circus-Wanty | z.t.     |
| 4                                    | Luca Mozzato       | Arkéa-Samsic             | z.t.     |
| 5                                    | Dylan Groenewegen  | Team Jayco AlUla         | z.t.     |
| 6                                    | Jordi Meeus        | BORA-Hansgrohe           | z.t.     |
| 7                                    | Phil Bauhaus       | Bahrain Victorious       | z.t.     |
| 8                                    | Bryan Coquard      | Cofidis                  | z.t.     |
| 9                                    | Alexander Kristoff | Uno-X Pro Cycling Team   | z.t.     |
| 10                                   | Mads Pedersen      | Lidl-Trek                | z.t.     |

 –  Simon Guglielmi was de strijdlustigste renner van de zevende etappe.

## Klassementen

### Algemeen klassement
| Algemeen klassement (gele trui) |                  |                    |           |
| Plaats                          | Naam             | Ploeg              | Tijd      |
| Gele trui                       | Jonas Vingegaard | Team Jumbo-Visma   | 29u57'12" |
| 2                               | Tadej Pogačar    | UAE Team Emirates  | + 25"     |
| 3                               | Jai Hindley      | BORA-hansgrohe     | + 1'34"   |
| 4                               | Simon Yates      | Team Jayco AlUla   | + 3'14"   |
| 5                               | Carlos Rodríguez | INEOS Grenadiers   | + 3'30"   |
| 6                               | Adam Yates       | UAE Team Emirates  | + 3'40"   |
| 7                               | David Gaudu      | Groupama-FDJ       | + 4'03"   |
| 8                               | Romain Bardet    | Team DSM-Firmenich | + 4'43"   |
| 9                               | Tom Pidcock      | INEOS Grenadiers   | z.t.      |
| 10                              | Sepp Kuss        | Team Jumbo-Visma   | + 5'28"   |
|                                 |                  |                    |           |
| 13                              | Steff Cras       | Team TotalEnergies | + 6'10"   |
| 19                              | Wilco Kelderman  | Team Jumbo-Visma   | + 7'58"   |

### Puntenklassement
| Puntenklassement (groene trui) |                   |                          |        |
| Plaats                         | Naam              | Ploeg                    | Punten |
| Groene trui                    | Jasper Philipsen  | Alpecin-Deceuninck       | 215    |
| 2                              | Bryan Coquard     | Cofidis                  | 127    |
| 3                              | Mark Cavendish    | Astana Qazaqstan         | 99     |
| 4                              | Mads Pedersen     | Lidl-Trek                | 93     |
| 5                              | Wout van Aert     | Team Jumbo-Visma         | 92     |
| 6                              | Victor Lafay      | Cofidis                  | 80     |
| 7                              | Tadej Pogačar     | UAE Team Emirates        | 74     |
| 8                              | Caleb Ewan        | Lotto-Dstny              | 73     |
| 9                              | Biniam Girmay     | Intermarché-Circus-Wanty | 71     |
| 10                             | Jordi Meeus       | BORA-hansgrohe           | 69     |
|                                |                   |                          |        |
| 13                             | Dylan Groenewegen | Team Jayco AlUla         | 44     |

### Bergklassement
| Bergklassement (bolletjestrui) |                            |                        |        |
| Plaats                         | Naam                       | Ploeg                  | Punten |
| Bolletjestrui                  | Neilson Powless            | EF Education-EasyPost  | 36     |
| 2                              | Felix Gall                 | AG2R-Citroën           | 28     |
| 3                              | Tobias Halland Johannessen | Uno-X Pro Cycling Team | 26     |
| 4                              | Ruben Guerreiro            | Movistar Team          | 22     |
| 5                              | Tadej Pogačar              | UAE Team Emirates      | 19     |
| 6                              | Jai Hindley                | BORA-hansgrohe         | 19     |
| 7                              | Giulio Ciccone             | Lidl-Trek              | 19     |
| 8                              | Jonas Vingegaard           | Team Jumbo-Visma       | 18     |
| 9                              | Wout van Aert              | Team Jumbo-Visma       | 15     |
| 10                             | Daniel Martínez            | INEOS Grenadiers       | 15     |
|                                |                            |                        |        |
| 16                             | Mathieu van der Poel       | Alpecin-Deceuninck     | 4      |

### Jongerenklassement
| Jongerenklassement (witte trui) |                            |                        |            |
| Plaats                          | Naam                       | Ploeg                  | Tijd       |
| Witte trui                      | Tadej Pogačar              | UAE Team Emirates      | 29u57'37"  |
| 2                               | Carlos Rodríguez           | INEOS Grenadiers       | + 3'05"    |
| 3                               | Tom Pidcock                | INEOS Grenadiers       | + 4'18"    |
| 4                               | Felix Gall                 | AG2R-Citroën           | + 7'54"    |
| 5                               | Mattias Skjelmose Jensen   | Lidl-Trek              | + 8'22"    |
| 6                               | Tobias Halland Johannessen | Uno-X Pro Cycling Team | + 23'56"   |
| 7                               | Clément Champoussin        | Arkéa-Samsic           | + 41'12"   |
| 8                               | Matthew Dinham             | Team DSM-Firmenich     | + 41'15"   |
| 9                               | Matis Louvel               | Arkéa-Samsic           | + 44'45"   |
| 10                              | Mathieu Burgaudeau         | Team TotalEnergies     | + 44'47"   |
|                                 |                            |                        |            |
| 12                              | Maxim Van Gils             | Lotto-Dstny            | + 1u01'32" |
| 14                              | Lars van den Berg          | Groupama-FDJ           | + 1u02'26" |

### Ploegenklassement
| Ploegenklassement |                    |           |
| Plaats            | Ploeg              | Tijd      |
|                   | Team Jumbo-Visma   | 90u02'45" |
| 2                 | INEOS Grenadiers   | + 1'50"   |
| 3                 | Bahrain-Victorious | + 10'09"  |
| 4                 | UAE Team Emirates  | + 11'02"  |
| 5                 | Groupama-FDJ       | + 15'26"  |

1e etappe ·
2e etappe ·
3e etappe ·
4e etappe ·
5e etappe ·
6e etappe ·
7e etappe ·
8e etappe ·
9e etappe ·
10e etappe ·
11e etappe ·
12e etappe ·
13e etappe ·
14e etappe ·
15e etappe ·
16e etappe ·
17e etappe ·
18e etappe ·
19e etappe ·
20e etappe ·
21e etappe
Startlijst · Eindstanden · Afbeeldingen